# Ру, Люсинда
Люси́нда Ру (нем. Lucinda Ruh; род. 13 июля 1979, Цюрих, Швейцария) — швейцарская фигуристка-одиночница, чемпионка Швейцарии и (к 2011 году) двукратная бронзовая медалистка профессионального чемпионата мира. Известна своей гибкостью и феноменальными вращениями.
Фигуристка представляла Швейцарию на пяти чемпионатах мира и завоевала бронзовую медаль на Skate Canada.

## Карьера
Люсинда Ру выросла в Японии. В 1996 году завоевала титул чемпионки Швейцарии. На своём единственном чемпионате Европы в 1996 году заняла 23 место. С 1995 по 1999 годы принимала участие во всех пяти чемпионатах мира подряд. Её лучшим результатом там было 13 место в 1999 году.
Лучшие достижения фигуристки на международном уровне (ИСУ) были на юниорском чемпионате мира. Где она все три раза была в десятке.
Люсинде Ру принадлежит рекорд Гиннесса по количеству непрерывных вращений на ледовых коньках, стоя вертикально на одной ноге — 115.

## Спортивные результаты
| Соревнования                     | 1994–95 | 1995–96 | 1996–97 | 1997–98 | 1998–99 | 1999–00 |
| -------------------------------- | ------- | ------- | ------- | ------- | ------- | ------- |
| Чемпионаты мира                  | 18      | 19      | 15      | 23      | 13      |         |
| Чемпионаты Европы                |         | 23      |         |         |         |         |
| Чемпионаты мира среди юниоров    | 6       | 9       | 7       |         |         |         |
| Чемпионаты Швейцарии             | 3       | 1       | 2       | 2       | 3       |         |
| Этапы Гран-при: Skate Canada     |         | 6       | 3       |         |         |         |
| Этапы Гран-при: Кубок Ростелеком |         |         |         |         |         | 6       |